# (3925) Tretiakov
(3925) Tretiakov est un astéroïde de la ceinture principale.

## Description
(3925) Tretiakov est un astéroïde de la ceinture principale. Il fut découvert le 19 septembre 1977 à Naoutchnyï par Lioudmila Jouravliova. Il présente une orbite caractérisée par un demi-grand axe de 3,16 UA, une excentricité de 0,19 et une inclinaison de 15,6° par rapport à l'écliptique.

## Compléments